# Jean François Cornu de La Poype
Jean François Cornu de La Poype (ur. 31 maja 1758 w Lyonie, zm. 27 stycznia 1851 w Brosses) – francuski dowódca wojskowy. Pochodził z rodziny szlacheckiej o tradycjach wojskowych.

## Francuskie wojny rewolucyjne
La Poype zaciągnął się do armii Królestwa Francji (Ancien Régime) w młodym wieku. Przed wybuchem rewolucji francuskiej w roku 1789 dosłużył się stopnia brygadiera. 15 maja 1793 awansowano go do stopnia generała-majora. Był zwolennikiem rewolucji; poślubił córkę znanego posła do Konwentu, Stanislasa Frérona. Wyróżnił się podczas oblężenia zbuntowanego Tulonu przez armię republikańską. W znacznym stopniu przyczynił się do odbicia przez stronę republikańską ufortyfikowanego miasta. Kierował atakiem na Fort Faron. Później Komitet Ocalenia Publicznego wyznaczył mu zadanie wprowadzania wytycznych tzw. "Wielkiego Terroru" w Marsylii oraz w innych miastach południowej Francji, w których stłumiono bunty antyrewolucyjne. La Loype nie uczestniczył w przewrocie termidoriańskim w przeciwieństwie do swojego szwagra, który był jednym z agitatorów strony „termidoriańskiej”, która obaliła rządy jakobinów. W okresie rządów Dyrektoriatu La Poype miał przerwę w służbie wojskowej. Po zamachu stanu z 18 brumaire'a autorstwa Napoleona Bonaparte, La Poype wrócił do armii, obejmując dowództwo nad francuskimi oddziałami we Włoszech.

## W okresie Konsulatu oraz wojen napoleońskich
W roku 1802 La Poype został wysłany na Santo Domingo, na Karaibach. Po zawarciu traktatu z Jean-Jacques'em Dessalinesem, jednym z przywódców haitańskiego powstania przeciw panowaniu francuskiemu, wyruszył w podróż powrotną do Europy w roku 1803. Nie dotarł jednak do ojczystej Francji, jako że w trakcie rejsu został pojmany przez Anglików, którzy wziąwszy go do niewoli uwięzili go w Portsmouth. Francuzom udało się wymienić go w zamian za angielskich jeńców przetrzymywanych we Francji. Pozostawał poza armią do roku 1813, gdy powierzono mu dowództwo nad garnizonem w Wittenberdze nad Łabą. W tym czasie Napoleon umacniał tam fortyfikacje. W roku 1814 La Poype wyróżnił się podczas obrony Wittenbergi w trakcie szturmu armii pruskiej pod dowództwem generała Bogislava von Tauentziena na to miasto. La Poype na czele elitarnej jednostki walczył przeciw dziesięciokrotnie liczniejszym siłom przeciwnika, wspieranym dodatkowo przez bunt mieszkańców Wittenbergi. Wobec zaistniałej sytuacji La Poype postanowił ewakuować garnizon miasta zamiast się poddawać. Jego żołnierze opuścili Wittenbergę zabierając ze sobą broń; nie musieli jej oddawać Prusakom po zawieszeniu działań wojennych. Po powrocie do kraju La Poype' a odznaczono orderem św. Ludwika i powierzono mu stanowisko komendanta w Agen.

## Podczas „stu dni Napoleona”
W roku 1815 Napoleon mianował La Poype'a dowódcą garnizonu w Lille. Generał poprzez swą działalność zmusił do uznania odrodzonego cesarstwa niezadowoloną z tego faktu ludność miasta, która zdecydowanie popierała monarchię Burbonów. Na wypadek zagrożenia wybuchem antynapoleońskiego buntu, przed drzwiami budynku, w którym urzędował kazał postawić dwie armaty naładowane kartaczami. Aby podkreślić, że jego zamiarem jest ochrona kwatery głównej, a nie zapewnienia bezpieczeństwa własnej osoby, La Poype miał zwyczaj spacerować po ulicach Lille bez obstawy i z rękami splecionymi na plecach.

## W okresie restauracji Burbonów
Po restauracji monarchii i przywróceniu na tron dynastii Burbonów, La Poype przeszedł w stan spoczynku. W roku 1822 został członkiem Izby Deputowanych (w okresie monarchii - niższej izby francuskiego parlamentu). W głosowaniach parlamentarnych konsekwentnie przychylał się do stanowisk skrajnej lewicy. W roku 1824 skazano go na kilka miesięcy więzienia za publikację broszury politycznej. Zmarł w Brosses w roku 1851.
Jego nazwisko zostało upamiętnione na 24-tej kolumnie paryskiego Łuku Triumfalnego.